# ХК Адмирал
ХК Адмирал (рус. Хоккейный клуб «Адмирал») руски је хокејашки клуб из града Владивостока који се тренутно такмичи у Континенталној хокејашкој лиги (почев од сезоне 2013/14).
Клуб је основан 2013. и исте године је постао део Континенталне хокејашке лиге.

## Историјат клуба
Хокејашки клуб у граду Владивостоку основан је на иницијативу тадашњег губернатора Приморског краја Владимира Миклушевског и легендарног руског и совјетског хокејаша Вјачеслава Фетисова почетком 2013. године са циљем даљег развоја и популаризације како хокеја тако и спорта уопште на подручју руског далеког истока. Новоосновани клуб је одлуком управног одбора КХЛ лиге од 21. априла 2013. постао пуноправни члан ове лиге, почев од сезоне 2013/14. За првог председника клуба постављен је хокејаш Александар Могиљни.
Нови клуб добио је назив Адмирал (у конкуренцији су још били називи Касатки - Орке и Форпост - Предстража).
Први састав тима одређен је путем драфта који је одржан 17. јуна 2013. на којем је клуб из Владивостока имао право предности као новоосновани клуб. Свака од екипа имала је право да одабере до 7 иностраних играча (од тог броја не више од једног голмана). Клуб из Владивостока је 27. јула 2013. потписао уговор о сарадњи са хокејашким клубом Рубин из Тјумења, а који се превасходно односи на размену у играчком кадру.
Одлуку о изгледу грба и дресова клуба донели су навијачи путем интернет гласања, а највише гласова је добила варијанта са тамно плавом бојом за дресове, док је грб у форми сидра преко којег стоји исписан назив клуба.
Прву званичну утакмицу у сезони хокејаши Адмирала одиграли су 6. септембра 2013. против суседног Амура из Хабаровска. Меч је завршен победом клуба из Владивостока са 4:3 након распуцавања. Први погодак у историји клуба постигао је шведски интернационалац Никлас Бергфорс.

## Трофеји
- Сребрна медаља на отвореном првенству Донбаса 2013. (међусезона)

## Текући састав
Текући састав екипе на дан 1. октобра 2013. године:
| Голмани |                     |                       |                     |
| Број    | Држава              | Хокејаш               | Датум рођења        |
| 30      | Русија              | Андреј Стељмах        | 15. март 1990.      |
| 35      | Русија              | Јевгениј Иваников     | 29. април 1991.     |
| 84      | Шведска             | Јоаким Лундстром      | 25. фебруар 1984.   |
| Одбрана |                     |                       |                     |
| Број    | Држава              | Хокејаш               | Датум рођења        |
| 4       | Канада              | Тод Пери              | 13. децембар 1986.  |
| 6       | Русија              | Денис Осипов          | 9. мај 1987.        |
| 8       | Русија              | Артјом Земчонок       | 24. јун 1991.       |
| 27      | Шведска             | Матијас Порселанд     | 12. јун 1986.       |
| 47      | Русија              | Антон Полешчук        | 21. фебруар 1987.   |
| 65      | Русија              | Дмитриј Костромитин   | 22. јануар 1990.    |
| 74      | Русија              | Артјом Тернавски      | 2. јун 1983.        |
| 85      | Русија              | Јегор Антропов        | 8 мај 1992.         |
| Напад   |                     |                       |                     |
| Број    | Држава              | Хокејаш               | Датум рођења        |
| 7       | Русија              | Енвер Лисин (капитен) | 22. април 1986.     |
| 9       | Русија              | Михаил Плотников      | 31. јул 1992.       |
| 10      | Шведска             | Никлас Бергфорс       | 7. март 1987.       |
| 14      | Русија              | Константин Соколов    | 12. септембар 1991. |
| 15      | Русија              | Андреј Никитенко      | 13. јануар 1979.    |
| 17      | Русија              | Владимир Первушин     | 25. март 1986.      |
| 18      | Белорусија · Русија | Алексеј Угаров        | 2. јануар 1985.     |
| 22      | Русија              | Сергеј Барбашев       | 26. јул 1992.       |
| 26      | Русија              | Сергеј Леснухин       | 9. фебруар 1987.    |
| 28      | Русија              | Виктор Другов         | 12. мај 1986.       |
| 31      | Русија              | Данил Гарејев         | 4. март 1992.       |
| 33      | Русија              | Максим Труњов         | 7. септембар 1990.  |
| 42      | Русија              | Александар Кузњецов   | 11. март 1992.      |
| 55      | Њемачка             | Феликс Шиц            | 3. новембар 1987.   |
| 87      | Русија              | Јевгениј Грачов       | 21. фебруар 1990.   |
| 91      | Русија              | Игор Бортников        | 8. јун 1989.        |